# Quinestradol
Quinestradol (INN, BAN) (tên thương hiệu Colpovis, Colpovister, Pentovis), còn được gọi là quinestradiol hoặc quinestriol, cũng như estri 3-cyclopentyl ether (E3CPE), là estrogen tổng hợp và estrogen. Nó là 3- cyclopentyl ether của estriol. Thuốc đã được nghiên cứu trong điều trị căng thẳng không tự chủ ở phụ nữ cao tuổi, với hiệu quả quan sát được.